# Supergruppo dell'ancylite
Il supergruppo dell'ancylite è un supergruppo di minerali con la seguente formula generale:
(M3+xM2+2-x)(CO3)2[(OH)x • (2-x)H2O] con 1 ≤ x ≤ 2
dove M può essere rappresentato dagli ioni lantanio (La3+), cerio (Ce3+), neodimio (Nd3+), calcio (Ca2+), stronzio (Sr2+) oppure piombo (Pb2+).
Il supergruppo è suddiviso in due gruppi di minerali approvati dall'Associazione Mineralogica Internazionale (IMA) nel seguente modo:
| Gruppo               | Minerali |
| -------------------- | --- |
| Gruppo dell'ancylite | ancylite-(Ce) · ancylite-(La) · calcioancylite-(Ce) · calcioancylite-(La) · calcioancylite-(Nd) · gysinite-(Ce) · gysinite-(La) · gysinite-(Nd) |
| Gruppo della kozoite | kozoite-(La) · kozoite-(Nd) |